# Saint-Laurent (Cher)
Pour les articles homonymes, voir Saint-Laurent.
Saint-Laurent est une commune française située dans le département du Cher en région Centre-Val de Loire.

## Géographie

### Climat
Pour des articles plus généraux, voir Climat du Centre-Val de Loire et Climat du Cher.
En 2010, le climat de la commune est de type climat océanique dégradé des plaines du Centre et du Nord, selon une étude du CNRS s'appuyant sur une série de données couvrant la période 1971-2000. En 2020, Météo-France publie une typologie des climats de la France métropolitaine dans laquelle la commune est exposée à un climat océanique altéré et est dans la région climatique  Centre et contreforts nord du Massif Central, caractérisée par un air sec en été et un bon ensoleillement. 
Pour la période 1971-2000, la température annuelle moyenne est de 11,2 °C, avec une amplitude thermique annuelle de 15,3 °C. Le cumul annuel moyen de précipitations est de 728 mm, avec 11,5 jours de précipitations en janvier et 7,2 jours en juillet. Pour la période 1991-2020, la température moyenne annuelle observée sur la station météorologique la plus proche, située sur la commune de Vierzon à 10 km à vol d'oiseau, est de 12,2 °C et le cumul annuel moyen de précipitations est de 745,6 mm,. Pour l'avenir, les paramètres climatiques de la commune estimés pour 2050 selon différents scénarios d'émission de gaz à effet de serre sont consultables sur un site dédié publié par Météo-France en novembre 2022.

## Urbanisme

### Typologie
Au 1er janvier 2024, Saint-Laurent est catégorisée commune rurale à habitat très dispersé, selon la nouvelle grille communale de densité à 7 niveaux définie par l'Insee en 2022.
Elle est située hors unité urbaine. Par ailleurs la commune fait partie de l'aire d'attraction de Bourges, dont elle est une commune de la couronne,. Cette aire, qui regroupe 111 communes, est catégorisée dans les aires de 50 000 à moins de 200 000 habitants,.

### Occupation des sols
L'occupation des sols de la commune, telle qu'elle ressort de la base de données européenne d’occupation biophysique des sols Corine Land Cover (CLC), est marquée par l'importance des forêts et milieux semi-naturels (73,5 % en 2018), une proportion sensiblement équivalente à celle de 1990 (73,6 %). La répartition détaillée en 2018 est la suivante : 
forêts (59,1 %), terres arables (14,6 %), milieux à végétation arbustive et/ou herbacée (14,5 %), prairies (10,5 %), zones agricoles hétérogènes (1,4 %).
L'évolution de l’occupation des sols de la commune et de ses infrastructures peut être observée sur les différentes représentations cartographiques du territoire : la carte de Cassini (XVIIIe siècle), la carte d'état-major (1820-1866) et les cartes ou photos aériennes de l'IGN pour la période actuelle (1950 à aujourd'hui).

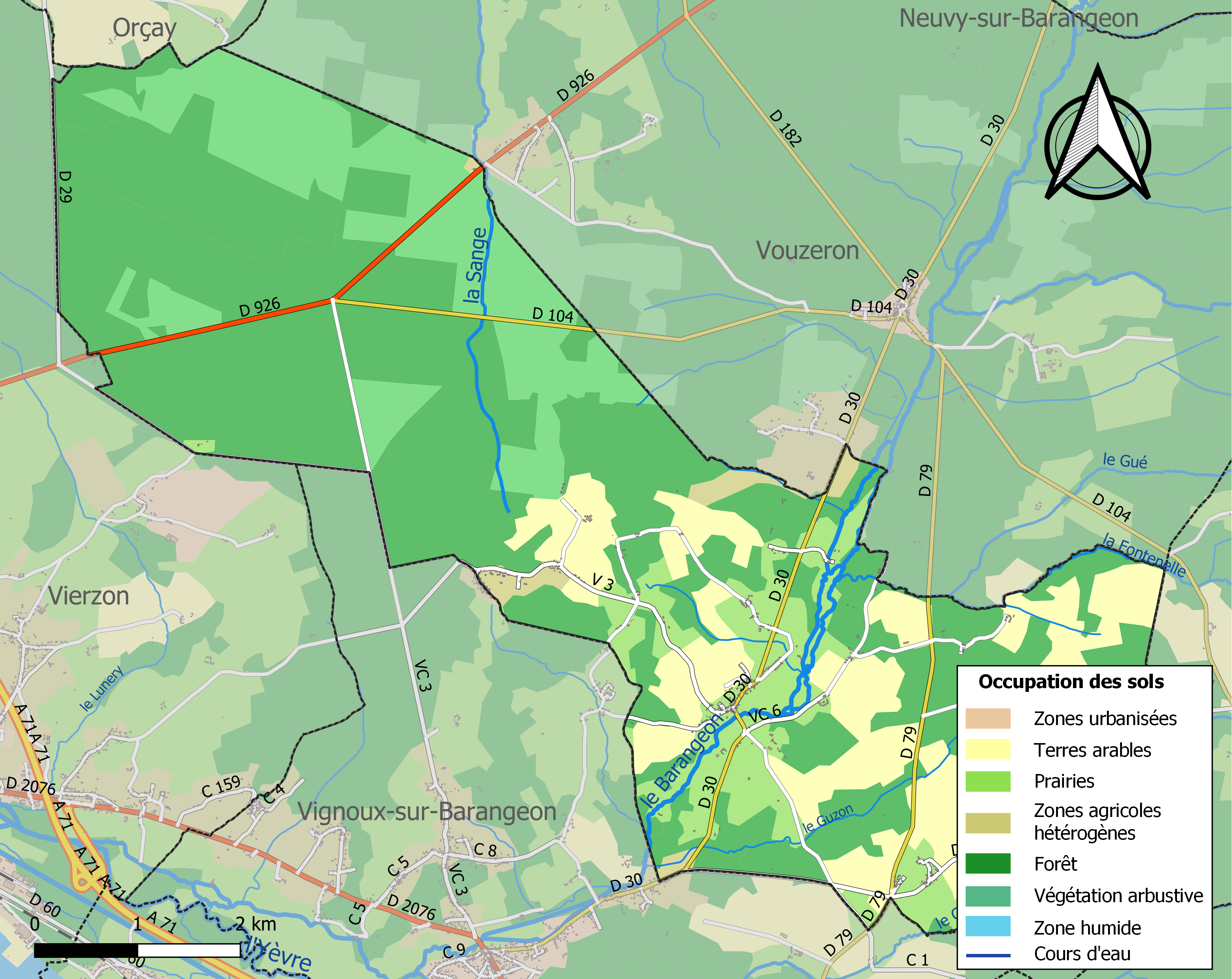
Carte des infrastructures et de l'occupation des sols de la commune en 2018 (CLC).

### Risques majeurs
Le territoire de la commune de Saint-Laurent est vulnérable à différents aléas naturels : météorologiques (tempête, orage, neige, grand froid, canicule ou sécheresse), feux de forêts, mouvements de terrains et séisme (sismicité faible). Il est également exposé à un risque technologique,  le transport de matières dangereuses. Un site publié par le BRGM permet d'évaluer simplement et rapidement les risques d'un bien localisé soit par son adresse soit par le numéro de sa parcelle.

#### Risques naturels
Le département du Cher est moins exposé au risque de feux de forêts que le pourtour méditerranéen ou le golfe de Gascogne. Néanmoins la forêt occupe près du quart du département et certaines communes sont très vulnérables, notamment les communes de Sologne dont fait partie Saint-Laurent. Il est ainsi défendu aux propriétaires de la commune et à leurs ayants droit de porter ou d’allumer du feu dans l'intérieur et à une distance de 200 mètres des bois, forêts, plantations, reboisements ainsi que des landes. L’écobuage est également interdit, ainsi que les feux de type méchouis et barbecues, à l’exception de ceux prévus dans des installations fixes (non situées sous couvert d'arbres) constituant une dépendance d'habitation.

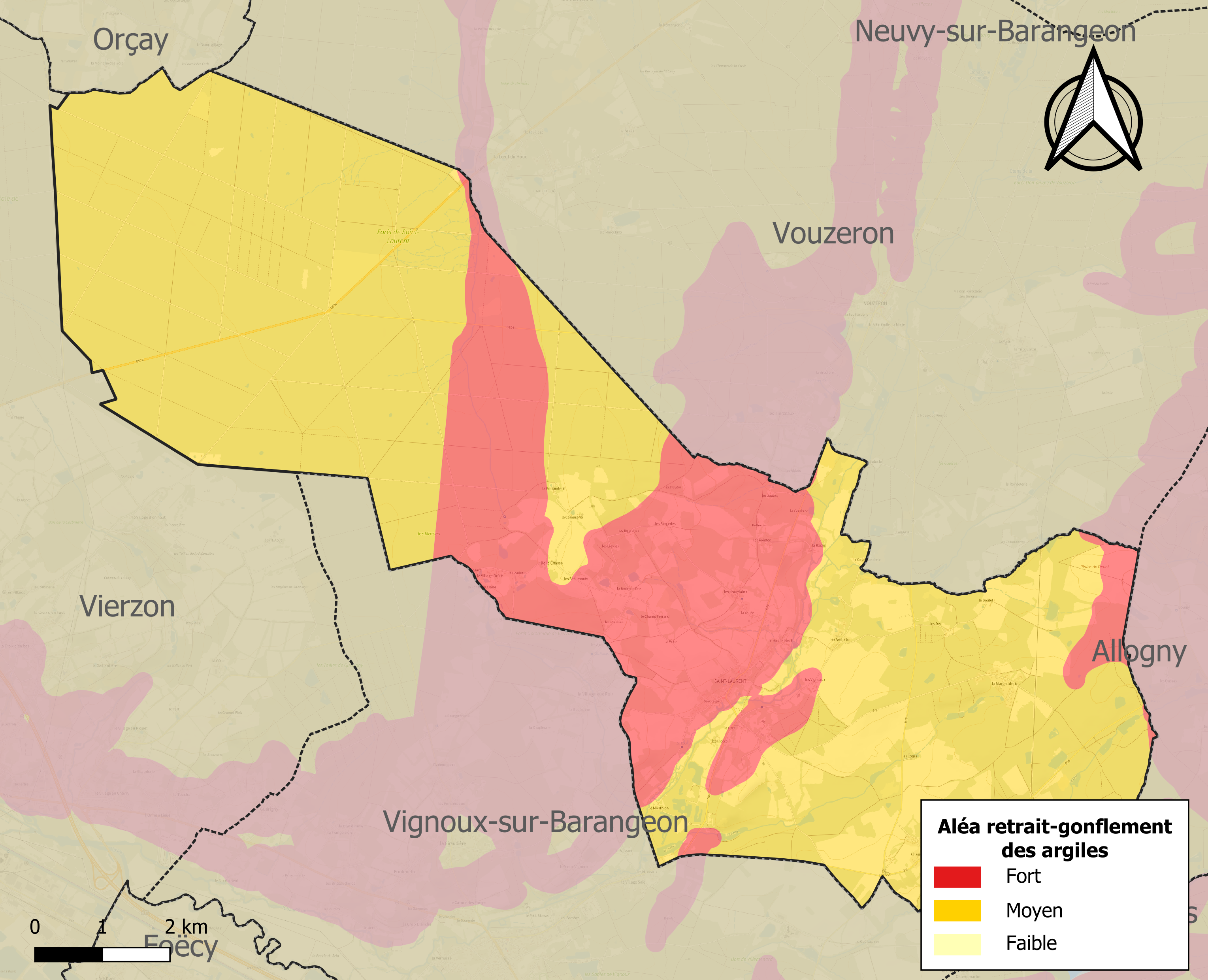
Carte des zones d'aléa retrait-gonflement des sols argileux de Saint-Laurent.

La commune est vulnérable au risque de mouvements de terrains constitué principalement du retrait-gonflement des sols argileux. Cet aléa est susceptible d'engendrer des dommages importants aux bâtiments en cas d’alternance de périodes de sécheresse et de pluie. La totalité de la commune est en aléa moyen ou fort (90 % au niveau départemental et 48,5 % au niveau national). Sur les 243 bâtiments dénombrés sur la commune en 2019, 243 sont en aléa moyen ou fort, soit 100 %, à comparer aux 83 % au niveau départemental et 54 % au niveau national. Une cartographie de l'exposition du territoire national au retrait gonflement des sols argileux est disponible sur le site du BRGM,.
Concernant les mouvements de terrains, la commune a été reconnue en état de catastrophe naturelle au titre des dommages causés par la sécheresse en 1989, 1991, 1993, 2002 et 2019 et par des mouvements de terrain en 1999.

#### Risques technologiques
Le risque de transport de matières dangereuses sur la commune est lié à sa traversée par des infrastructures routières ou ferroviaires importantes ou la présence d'une canalisation de transport d'hydrocarbures. Un accident se produisant sur de telles infrastructures est en effet susceptible d’avoir des effets graves au bâti ou aux personnes jusqu’à 350 m, selon la nature du matériau transporté. Des dispositions d’urbanisme peuvent être préconisées en conséquence.

## Toponymie
Au cours de la Révolution française, la commune porta provisoirement le nom de Laurent-des-Bois.

## Politique et administration

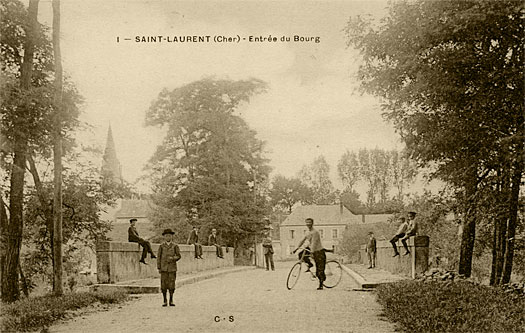
Photo de l'entrée du village en 1913

### Rattachements administratifs et électoraux
La commune se trouve dans le département du Cher et, depuis 1984, dans l'arrondissement de Vierzon. Pour l'élection des députés, elle fait partie depuis 1988 de la deuxième circonscription du Cher.
La commune faisait partie de 1801 à 1984 du canton de Mehun-sur-Yèvre, année où la commune rattachée au canton de Vierzon-2. Dans le cadre du redécoupage cantonal de 2014 en France, elle fait désormais partie du canton de Saint-Martin-d'Auxigny.

### Intercommunalité
La commune faisait partie de la communauté de communes les Villages de la Forêt, créée en 1999.
Cette intercommunalité a fusionné avec sa voisine pour former, le 1er janvier 2020, la communauté de communes Vierzon-Sologne-Berry et Villages de la Forêt dont la commune est désormais membre.

### Liste des maires
| Période        | Période   | Identité                | Étiquette | Qualité                            |
| -------------- | --------- | ----------------------- | --------- | ---------------------------------- |
| février 1790   |           | Jacques-Joseph Corbin   |           |                                    |
| novembre 1790  |           | Antoine Bouquin fils    |           |                                    |
| février 1794   |           | François Loiseau        |           |                                    |
| mars 1802      |           | René Richer             |           |                                    |
| avril 1803     |           | Loiseau                 |           |                                    |
| mai 1830       |           | Antoine Bouquin         |           |                                    |
| janvier 1840   |           | Ursin Loiseau           |           |                                    |
| septembre 1846 |           | Pierre Le Marchand      |           |                                    |
| août 1848      |           | Ursin Loiseau           |           |                                    |
| juin 1855      |           | Pierre Le Marchand      |           |                                    |
| octobre 1858   |           | Pierre-Joseph Richard   |           |                                    |
| avril 1864     |           | Honoré Édouard Perrot   |           |                                    |
| novembre 1873  |           | Louis Loiseau           |           |                                    |
| mars 1874      |           | Paul Calon              |           |                                    |
| juin 1893      |           | Emile Surun             |           |                                    |
| mai 1908       |           | Lucien Lachaze          |           |                                    |
| mai 1912       |           | Lucien Surun            |           |                                    |
| janvier 1927   |           | Aristide Rondet         |           |                                    |
| mai 1929       |           | Emile Bouquin           |           |                                    |
| mai 1935       |           | Victor Mignon           |           |                                    |
| mai 1945       |           | Albert Gautrat          |           |                                    |
| mars 1977      |           | Jean-Louis Rivier       |           |                                    |
| mars 1983      |           | Marie-Thérèse Alloiteau |           |                                    |
| septembre 1992 | mars 2001 | Jean-Louis Rivier       |           |                                    |
| mars 2001      | mai 2020  | Denys Godard            |           | Retraité d'une entreprise publique |
| mai 2020       | En cours  | Fabien Mathieu,         |           | Elève ou étudiant                  |

## Démographie
L'évolution du nombre d'habitants est connue à travers les recensements de la population effectués dans la commune depuis 1793. Pour les communes de moins de 10 000 habitants, une enquête de recensement portant sur toute la population est réalisée tous les cinq ans, les populations de référence des années intermédiaires étant quant à elles estimées par interpolation ou extrapolation. Pour la commune, le premier recensement exhaustif entrant dans le cadre du nouveau dispositif a été réalisé en 2008.

En 2022, la commune comptait 511 habitants, en évolution de +2,61 % par rapport à 2016 (Cher : −2,48 %, France hors Mayotte : +2,11 %).
| 1793 | 1800 | 1806 | 1821 | 1831 | 1836 | 1841 | 1846 | 1851 |
| ---- | ---- | ---- | ---- | ---- | ---- | ---- | ---- | ---- |
| 477  | 326  | 348  | 506  | 503  | 545  | 538  | 525  | 531  |

| 1856 | 1861 | 1866 | 1872 | 1876 | 1881 | 1886 | 1891 | 1896 |
| ---- | ---- | ---- | ---- | ---- | ---- | ---- | ---- | ---- |
| 569  | 517  | 573  | 598  | 620  | 631  | 612  | 614  | 573  |

| 1901 | 1906 | 1911 | 1921 | 1926 | 1931 | 1936 | 1946 | 1954 |
| ---- | ---- | ---- | ---- | ---- | ---- | ---- | ---- | ---- |
| 565  | 504  | 493  | 403  | 408  | 354  | 328  | 310  | 277  |

| 1962 | 1968 | 1975 | 1982 | 1990 | 1999 | 2006 | 2008 | 2013 |
| ---- | ---- | ---- | ---- | ---- | ---- | ---- | ---- | ---- |
| 260  | 231  | 210  | 253  | 354  | 352  | 388  | 398  | 464  |

| 2018 | 2022 | - | - | - | - | - | - | - |
| ---- | ---- | - | - | - | - | - | - | - |
| 506  | 511  | - | - | - | - | - | - | - |

## Vie locale
Sur la route allant vers Vouzeron se tient un cimetière ainsi qu'un terrain de football. Ce dernier accueille diverses manifestations durant l'année (brocante etc.).
La place y accueille chaque année le feu de la Saint-Jean.
L'ancien bar-restaurant dans le bourg sert maintenant de cantine pour les élèves.

## Économie
Depuis 2008, la commune dispose d'un parc d'activité à l'entrée de la route vers Vignoux-sur-Barangeon.

## Culture locale et patrimoine

### Lieux et monuments
- Église Saint-Laurent reconstruite en 1856.

- Parcours sportif permettant entre chaque agrès de suivre une partie de l'histoire de Saint-Laurent.

### Personnalités liées à la commune
- Honoré Édouard Perrot (1808-1873), financier et entrepreneur à Bruxelles, maire de la commune de 1865 à 1873, où il a fait construire la mairie-école et le presbytère.
- Louis Lourioux (1874-1930), céramiste, né sur la commune.

### Héraldique
| Blason de Saint-Laurent | Blason  | D'or à la jumelle ondée en bande d'azur, accompagnée en chef d'un chêne de sinople, au franc-quartier de gueules chargée d'un gril d'argent, la poignée en bas. |
| Blason de Saint-Laurent | Détails | Armoiries réalisées par Jean-François Binon. |